# コーポ・ア・コーポ
『コーポ・ア・コーポ』は、岩浪れんじによる漫画作品。ウェブコミック配信サイト「COMIC MeDu」（ジーオーティー）にて2019年3月8日から2023年7月14日まで連載された。大阪の下町にある安アパート「コーポ」の訳あり住人たちと彼らを取り巻く人間模様をつづった群像劇。
2023年に映画化された。

## 書誌情報
- 岩浪れんじ 『コーポ・ア・コーポ』 ジーオーティー〈MeDu COMICS〉、全6巻
  1. 2020年3月31日発売[3]、ISBN 978-4-8236-0039-5
  2. 2020年10月30日発売[4]、ISBN 978-4-8236-0096-8
  3. 2021年4月30日発売[5]、ISBN 978-4-8236-0169-9
  4. 2022年2月28日発売[6]、ISBN 978-4-8236-0290-0
  5. 2022年10月31日発売[7]、ISBN 978-4-8236-0373-0
  6. 2023年11月14日発売[8]、ISBN 978-4-8236-0577-2

## 映画
2023年に仁同正明監督、馬場ふみか主演で映画化された。

### キャスト
- 辰巳ユリ：馬場ふみか
- 中条紘：東出昌大
- 石田鉄平：倉悠貴
- 宮地友三：笹野高史
- カズオ：前田旺志郎
- 高橋：北村優衣
- タバコを交換したがるおばちゃん：藤原しおり
- ユリの母親：片岡礼子
- ：大谷麻衣
- ：山本浩司
- ：白川和子
- ：芦那すみれ
- ：中村更紗
- ：広山詞葉
- ：佐藤大志
- ：成松修
- ：藤本静
- ：筧十蔵
- ：オラキオ
- ：落合弘治
- ：岩松了（友情出演）
- ：マッコイ斉藤（友情出演）

### スタッフ
- 監督：仁同正明
- 原作：岩浪れんじ
- 脚本：近藤一彦
- エグゼクティブプロデューサー：吉永敦仁
- 企画：小岩学、浅井春人
- プロデューサー：鈴木剛
- 協力プロデューサー：森谷雄
- ラインプロデューサー：ワダシンスケ
- 撮影：山本英夫
- 照明：小野晃
- 録音・音響効果：丹雄二
- 美術：小林慎典
- 衣装メイク：松延沙織
- メイク：升水彩香、森麻美子
- 編集：渡辺直樹
- 音楽：加藤賢二
- 音楽プロデューサー：菊地智敦
- 主題歌：T字路s『愛おしい日々』
- 助監督：小山亮太
- VFXプロデューサー：平興史
- VFXディレクター：小林敬裕
- キャスティング協力：森本友里恵
- 演技指導：益山貴司
- スチール：若本良仁
- メイキング：耳井啓明
- 制作担当：若山直樹